# NGC 2200
NGC 2200 је спирална галаксија у сазвежђу Крма која се налази на NGC листи објеката дубоког неба.
Деклинација објекта је - 43° 39' 47" а ректасцензија 6h 13m 17,4s. Привидна величина (магнитуда) објекта NGC 2200 износи 14,2 а фотографска магнитуда 14,9. NGC 2200 је још познат и под ознакама ESO 254-39, MCG -7-13-6, AM 0611-433, PGC 18652.